# Apteka

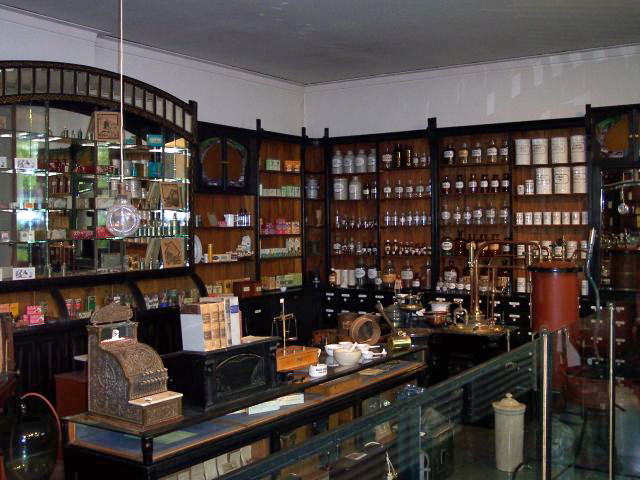
Wnętrze apteki z roku 1900

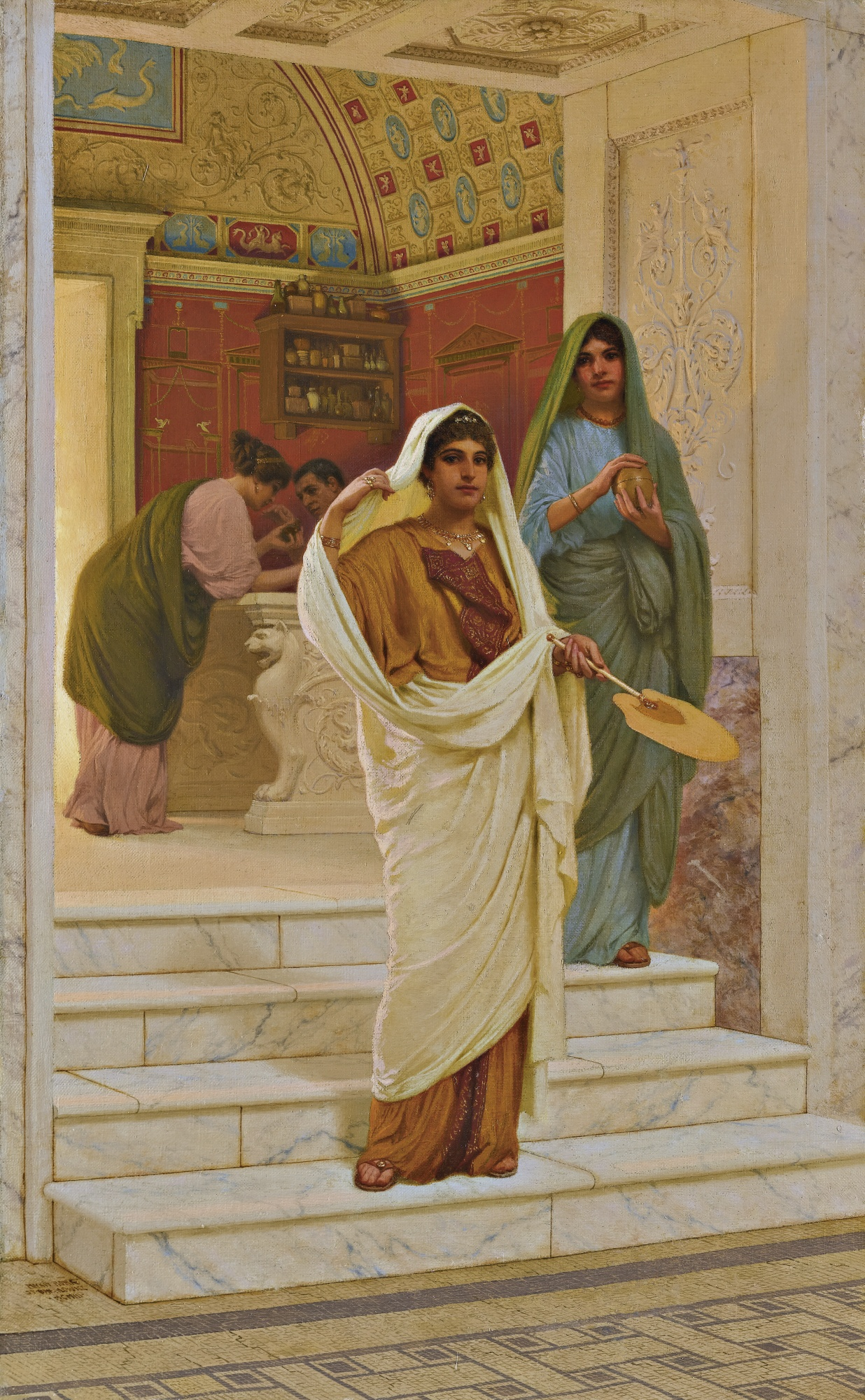
Taberna medicina – sprzedaż medykamentów w starożytnym Rzymie (mal. Stefan Bakałowicz)

Apteka – placówka ochrony zdrowia publicznego zajmująca się wydawaniem leków i innych produktów medycznych (np. opatrunków, środków higienicznych). Apteki recepturowe zajmują się także przygotowywaniem leków recepturowych zgodnie z przepisaną przez lekarza receptą. Pacjenci mogą skorzystać w aptekach także z konsultacji medycznych w sprawie stosowania poszczególnych leków w przypadku konkretnych dolegliwości.
Apteką kieruje farmaceuta po studiach farmaceutycznych, spełniający także warunek pięcioletniego stażu pracy w aptece. Prawo wydawania leków, potocznie "pracy przy pierwszym stole", mają magistrzy farmacji oraz technicy farmaceutyczni. Praca personelu obejmuje przede wszystkim sporządzanie, wytwarzanie i wydawanie produktów leczniczych i wyrobów medycznych.
Według danych UOKiK 1 grudnia 2014 funkcjonowało w Polsce 14.352 aptek i punktów aptecznych. 30% aptek działa w ramach sieci handlowych. Jedna apteka przypada średnio na 2600-2700 mieszkańców, przy średniej UE wynoszącej 4500 osób (w Belgii 1:2200, w Szwecji 1:7500).

## Historia
We wczesnym średniowieczu apteka miała inną rolę – mianowicie opierała się na ziołolecznictwie, ale przede wszystkim można było tam kupować rzeczy niezwiązane z medycyną. Było to np. później sprowadzone kakao i czekolada, lecz także wyroby domowe: masło, mleko. Produkowano tam również alkohole, tzn. piwo i wino, które sprzedawał ówczesny farmaceuta, zwany bimbrownikiem lub aptekarzem.

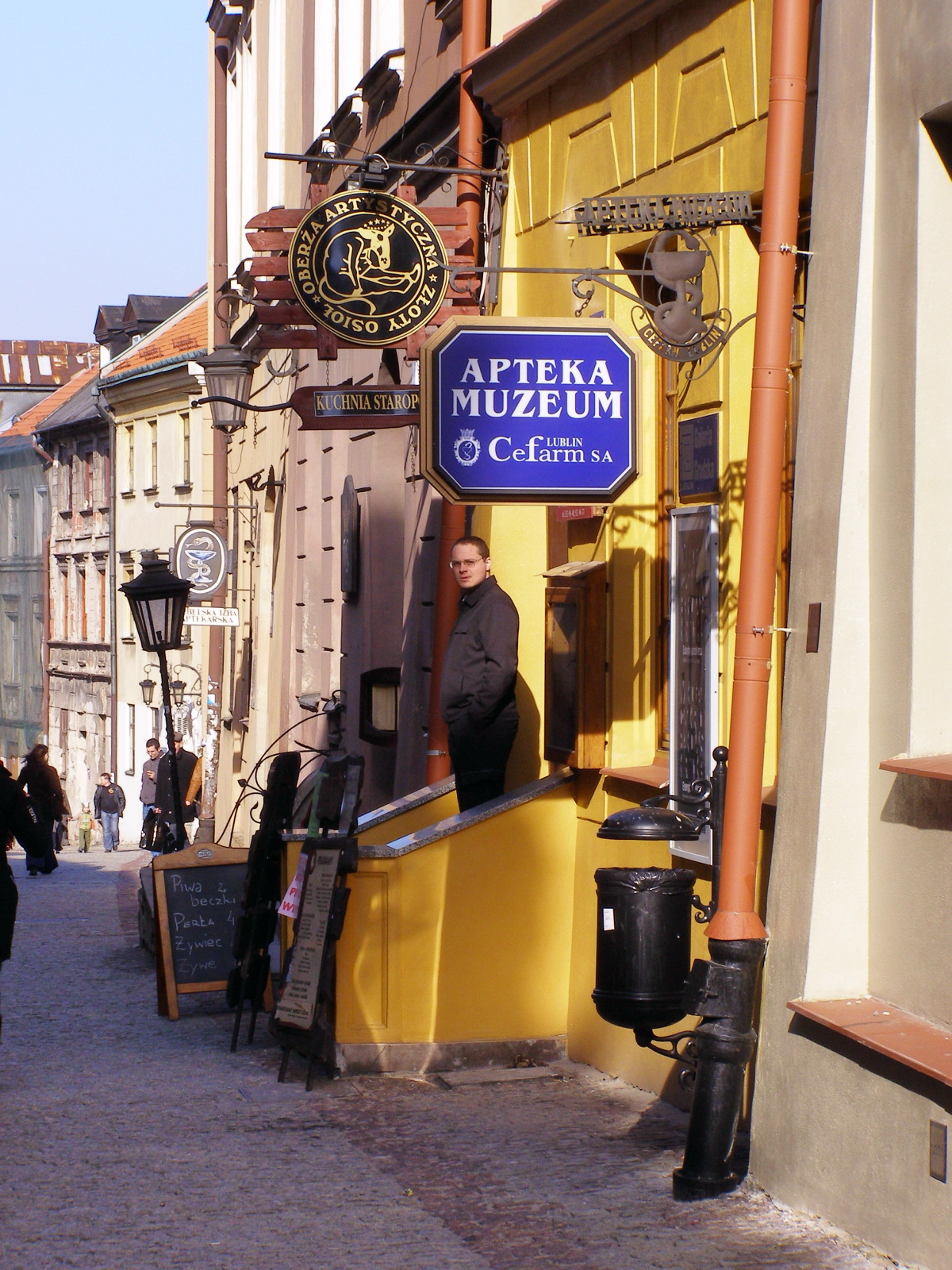
Apteka – Muzeum Aptekarstwa w Lublinie

W Polsce przez praktycznie całe powojenne półwiecze (nie licząc kilku lat po 1945 roku) apteki mogły być wyłącznie własnością państwową i podlegały Centralnemu Zarządowi Aptek. Po roku 1989 przepisy prawa zmieniły się w ten sposób, że właścicielami aptek mogą być również osoby prywatne; istniał projekt, żeby zawęzić prawo posiadania apteki tylko wykwalifikowanym farmaceutom, ale zamierzenie to nie powiodło się, dlatego nie wszyscy właściciele aptek uznają potrzebę respektowania zasad etyki zawodowej. Fakt ten, a także niespójna i niekonsekwentna polityka państwa wobec systemu opieki zdrowotnej w ogólności, w tym zasad refundacji kosztów leków, są przyczyną obserwowanej w wielu miejscach sytuacji, że niektóre apteki  – pragnąc zapewnić sobie jak największą sprzedaż – zamiast pełnić swoje główne zadania w łańcuchu placówek medycznych coraz bardziej poszerzają wachlarz sprzedaży specyfików paramedycznych i kosmetycznych. Asortyment taki normalnie mógłby być sprzedawany w każdym sklepie albo kiosku, nie wymaga bowiem od osób nim handlujących żadnych specjalnych kwalifikacji; sprzedawany jednak w aptece wydaje się potencjalnym nabywcom bardziej wiarygodny i skuteczniejszy, niż gdyby pochodził z kiosku na rogu ulicy, dlatego producenci takich środków zachęcają właścicieli aptek do podjęcia się ich dystrybucji. Od 2012 roku w polskich aptekach nie można reklamować sprzedawanych produktów.
Godziny otwarcia aptek są w Polsce ustalane przez rady powiatów (w miastach na prawach powiatów przez rady miast), w uchwale będącej aktem prawa miejscowego.

## Rodzaje aptek

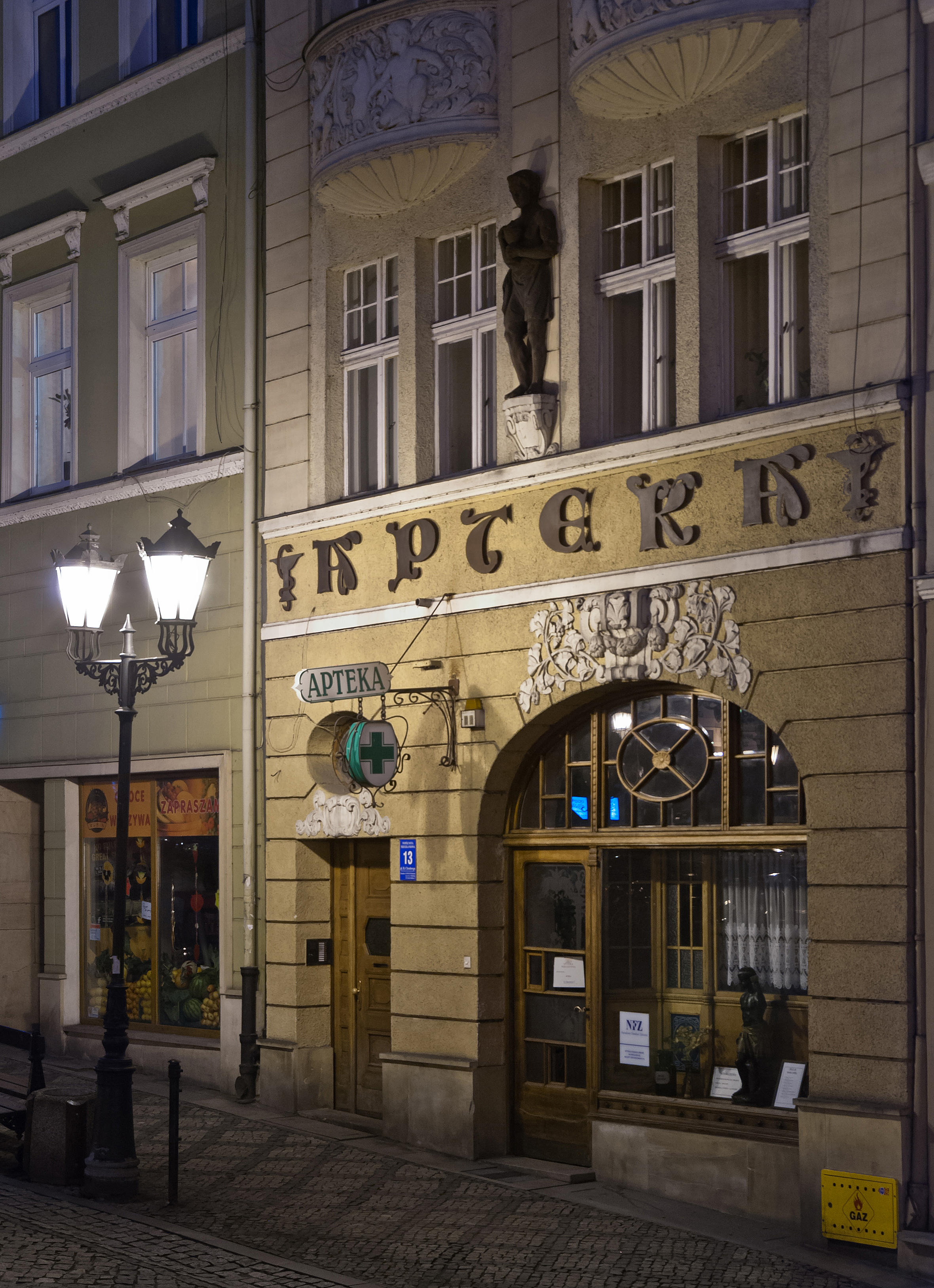
Apteka Pod Murzynem w Kłodzku

Specyficzną odmianą aptek są zamknięte placówki wewnątrzszpitalne, pracujące wyłącznie na potrzeby szpitala, nie obsługujące bezpośrednio pacjentów niehospitalizowanych. Wymagania stawiane personelowi takich aptek praktycznie nie różnią się od wymagań stawianych osobom, pracującym w aptekach otwartych. Zadaniem aptek szpitalnych jest:
- zaopatrywanie w produkty lecznicze szpitala oraz pacjentów niehospitalizowanych objętych programami terapeutycznymi
- sporządzanie leków do żywienia pozajelitowego;
- sporządzanie leków do żywienia dojelitowego;
- przygotowywanie leków w dawkach dziennych, w tym leków cytostatycznych; sporządzanie produktów radiofarmaceutycznych na potrzeby udzielania świadczeń pacjentom danego podmiotu leczniczego;
- wytwarzanie płynów infuzyjnych;
- przygotowywanie roztworów do hemodializy i dializy dootrzewnowej;
- sporządzanie leków recepturowych, w tym leków jałowych
- udział w monitorowaniu działań niepożądanych leków;
- udział w badaniach klinicznych prowadzonych na terenie szpitala;
- udział w racjonalizacji farmakoterapii;
- współuczestniczenie w prowadzeniu gospodarki produktami leczniczymi i wyrobami medycznymi w szpitalu.

Do realizacji swoich zadań apteki szpitalne często wyposażone są w specjalistyczne pracownie, gdzie farmaceuci, w warunkach całkowitej aseptyki przygotowują jałowe postaci leków.
Mianem "apteki leków gotowych" nazywa się − w odróżnieniu od "aptek recepturowych" – takie, w których nie przygotowuje się leków wg receptury, a jedynie sprzedaje się gotowe specyfiki, oryginalnie opakowane przez producentów, bądź przepakowywane z większych opakowań do mniejszych ("fasowane"), zgodnie z zapotrzebowaniem pacjenta oraz przepisaną przez lekarza receptą.
Istnieją również apteki internetowe działające na zasadach podobnych do sklepów internetowych.

## Literatura
- J. Wilk, Stanowienie prawa miejscowego. Prawo farmaceutyczne – ustalanie rozkładu godzin pracy aptek ogólnodostępnych, Nowe Zeszyty Samorządowe 2013, nr 1.